# Jelendol, Škocjan
Jelendol este o localitate din comuna Škocjan, Slovenia, cu o populație de 34 de locuitori.